# Университетски медицински център Утрехт
Университетски медицински център „Утрехт“ е обществена болница в холандския град Утрехт. Тя е най-голямата болница в града с над 1000 болнични легла и 11 000 души персонал. Болницата е обвързана с Утрехтския университет и е един от единайсетте травматологични центъра в страната.
Настоящият медицински център е създаден през 1999 г. от Университетската болница към Утрехтския университет, Детската болница „Вилхелмина“ и Медицинския факултет към Утрехтския университет.
Университетската болница е открита през 1872 г. и някога е била в рамките на града. В средата на 1980-те се премества в нов кампус в източните покрайнини на Утрехт, в непосредствена близост до университета. Старите сгради са разрушени или преустроени в жилищни сгради. Детската болница е открита през 1888 г., а през 1999 г. се премества в нова сграда в непосредствена близост до Общата болница. В новата сграда на университета се помещава и кръвна банка и Централната военна болница на Холандия. Кампусните сгради са свързани чрез подземни проходи.
Университетският медицински център е член на Федерацията на университетските болници в Холандия.
Центърът разполага и с голяма болница за хора, претърпели инциденти. Тя е предназначена за третиране на групи от повече от пет жертви в случай на големи катастрофи, военни жертви или в случай на особени заразни болести. 